# Длуґі-Борек
Длуґі-Борек (пол. Długi Borek, нім. Langenwalde) — село в Польщі, у гміні Свентайно Щиценського повіту Вармінсько-Мазурського воєводства.
Населення — 263 особи (2011).

## Демографія
Демографічна структура станом на 31 березня 2011 року:
|          | Загалом | Допрацездатний вік | Працездатний вік | Постпрацездатний вік |
| -------- | ------- | ------------------ | ---------------- | -------------------- |
| Чоловіки | 126     | 29                 | 83               | 14                   |
| Жінки    | 137     | 37                 | 75               | 25                   |
| Разом    | 263     | 66                 | 158              | 39                   |